# زبان جاوه‌ای

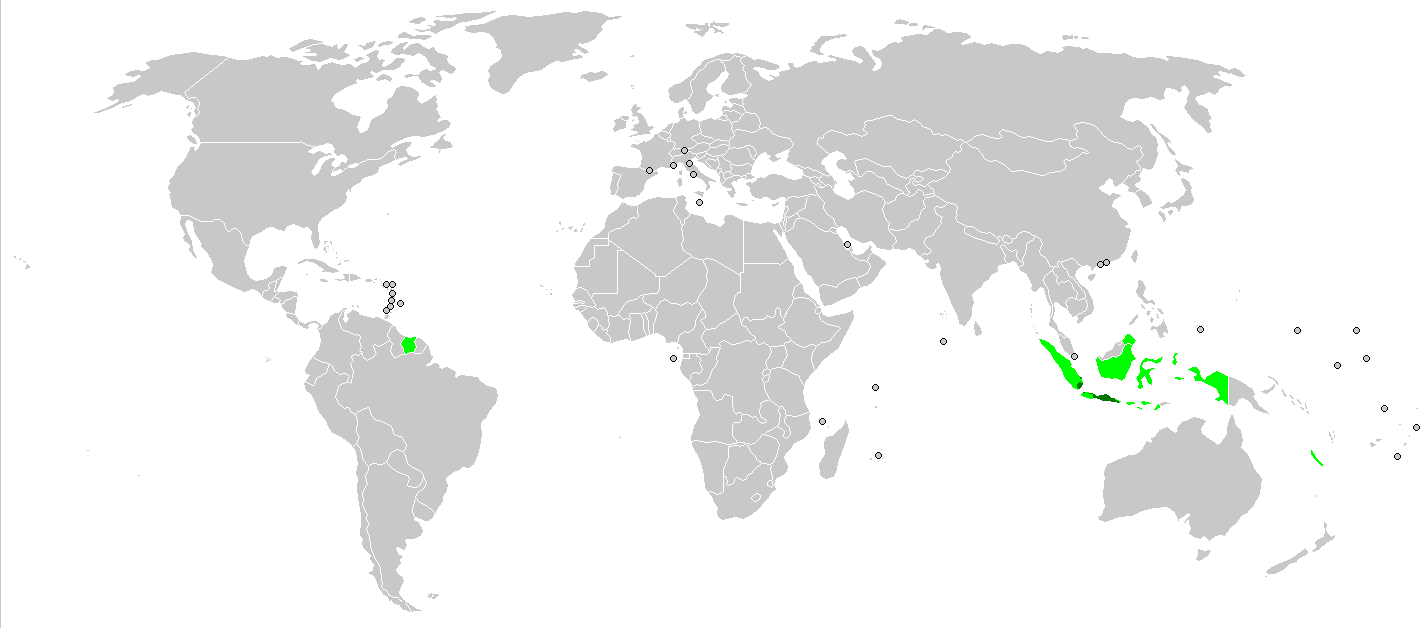
توزیع جغرافیایی مناطقی که در آن‌ها به زبان جاوه‌ای سخن گفته می‌شود.

زبان جاوه‌ای (به جاوه‌ای: basa Jawa) (اندونزیایی: bahasa Jawa) یکی از زبان‌های رایج در بخش‌های مرکزی و شرقی جزیرهٔ جاوه در اندونزی است. علاوه بر این مناطق، بسیاری از گویشوران این زبان در سواحل شمالی جاوهٔ غربی ساکن هستند. زبان جاوه‌ای زبان مادری بیش از ۷۵٬۵۰۰٬۰۰۰ نفر در جهان است.
جاوه‌ای یکی از زبان‌های آسترونزیایی است ولی به هیچ‌یک از این زبان‌ها نزدیک نیست و به همین دلیل دسته‌بندی آن سخت است. نزدیک‌ترین زبان‌ها بدان زبان‌های همسایه یعنی سوندایی، مادورایی و بالیایی هستند. بیشتر سخنوران جاوه‌ای برای ارتباط با اندونزیایی‌های غیرجاوه‌ای‌زبان و اهداف رسمی و تجاری به اندونزیایی (گونهٔ معیار مالایی رایج در اندونزی) نیز سخن می‌گویند.
گویشوران جاوه‌ای در مالزی (ساحل غربی ایالات سلانگور و جوهور) و سنگاپور نیز یافت می‌شوند. جاوه‌ای همچنان در میان جوامع مهاجر جاوه‌ای‌تبار در سورینام، سری‌لانکا و کالدونیای جدید نیز تکلم می‌شود.

## تاریخ
تاریخ زبان جاوه‌ای را می‌توان به دو دوره مجزا تقسیم کرد: جاوه‌ای باستان و جاوه‌ای نوین.

### جاوه‌ای باستان
نخستین اثر مکتوب به جاوه‌ای باستان مربوط به کتیبه سوکابومی مربوط به سال ۸۰۴ پس از میلاد می‌شود. این زبان بین قرن ۹ تا ۱۵ در جاوه رایج بود و گاه بدان کاوی (Kawi) نیز اطلاق می‌شود که به معنای «شعری» و «ادبی» است؛ زیرا این زبان بیشتر به صورت شعر نوشته می‌شد.
سامانه نوشتاری این زبان مشتق از الفبای پالاوای هند بود. نزدیک به نیمی از واژگان یافت‌شده در ادبیات جاوه‌ای باستان دارای ریشه سانسکریت هستند و همچنین این زبان دارای حجم زیادی از وام‌واژگان زبان‌های همسایه در ناحیه دریایی جنوب شرق آسیا است.
گاه به نوشته‌های جاوه‌ای باستان از قرن ۱۴ به بعد در بالی «جاوه‌ای میانه» گفته می‌شود. هر دو گونه جاوه‌ای باستان و میانه از اوایل قرن شانزدهم دیگر به‌طور گسترده در جاوه استفاده نمی‌شوند. با این حال، آثار قدیمی جاوه و سنت شعری همچنان در بالی حفظ می‌شود، و از این گونه برای اهداف مذهبی نیز استفاده می‌شود.

### جاوه‌ای نوین
جاوه‌ای نوین در قرن شانزدهم همزمان با گسترش اسلام در جاوه پدید آمد. در ابتدا، گونهٔ ادبی جاوه‌ای نوین بر پایه گویش ساحل شمالی (نخستین جایی که اسلام رایج شده بود) پدیدار و از الفبای عربی نیز برای نوشتن جاوه‌ای استفاده شد.
با ظهور سلطان‌نشین مارتارام در قرن هفدهم، گویش سرزمینی جاوه‌ای به صورت گونهٔ ادبی درآمد. گونه‌های رایج در سوراکارتا و یوگیاکارتا پایه این گویش را تشکیل دادند و این گویش بعدها نیز پایهٔ جاوه‌ای نوین معیار را تشکیل داد. ویژگی دیگری که در دوران مارتارام پدید آمد ظهور سطح‌های زبانی نگوکو و کراما بود که در جاوه‌ای باستان ناشناخته بودند.
نخستین کتاب‌های به زبان جاوه‌ای در دهه ۱۸۳۰ به الفبای جاوه‌ای چاپ شدند و بعدها الفبای لاتین برای جاوه‌ای معرفی شد. از اواسط قرن نوزدهم، جاوه‌ای در روزنامه‌ها و سفرنامه‌ها و بعداً نیز رمان‌ها، داستان‌های کوتاه و همچنین شعرهای آزاد مورد استفاده قرار گرفت. امروزه از جاوه‌ای در بسیاری از رسانه‌ها و کتاب‌ها استفاده می‌شود و همچنین این زبان در مدارس مناطق جاوه‌ای‌نشین تدریس می‌شود. از گونه‌های جاوه‌ای نوین که از قرن ۲۰ به بعد استفاده می‌شود، گاهی اوقات به عنوان «جاوه‌ای امروزی» یاد می‌شود.

## گویشوران
جاوه‌ای در یوگیاکارتا، جاوه مرکزی و شرقی و همچنین ساحل شمالی جاوه غربی و بانتن تکلم می‌شود. این زبان همچنین توسط مردم مهاجر جاوه‌ای در سرتاسر اندونزی، به ویژه در استان‌های لامپونگ، جامبی و سوماترای شمالی، صحبت می‌شود. در سورینام، جاوه‌ای زبان جوامع مهاجر جاوه‌ای‌تبار است که در دوران استعمار هلند در قرن نوزدهم بدانجا مهاجرت کرده‌اند. این زبان همچنین نقش زبان ادبی را در مادورا، بالی، لومبوک، و منطقه سوندای جاوه غربی نیز ایفا می‌کرده است. جاوه‌ای همچنین زبان اداری پالم‌بانگ و سوماترای جنوبی تا زمان جایگزینی آن با هلندی در اواخر قرن هجدهم نیز بوده است.
جاوه‌ای دهمین زبان جهان بر پایه جمعیت سخنگویان بومی و بزرگ‌ترین زبان بدون وضعیت رسمی در جهان است. حدود ۱۰۰ میلیون نفر جاوه‌ای را می‌فهمند و بدان صحبت می‌کنند. حداقل ۴۵٪ از جمعیت اندونزی یا اصالتا جاوه‌ای هستند یا در ماطقی با بیشینه جمعیت جاوه‌ای‌زبان زندگی می‌کنند. از سال ۱۹۴۵ همه رئیس‌جمهورهای اندونزیایی دارای ریشه جاوه‌ای بوده‌اند. به همین دلیل زبان جاوه‌ای نفوذ عمیقی روی اندونزیایی، زبان رسمی کشور، دارد.

## ویژگی‌ها

### ریخت‌شناسی
جاوه‌ای، همچون بیشتر زبان‌های آسترونزیایی یک زبان پیوندی است که در آن کلمات پایه با استفاده گسترده از وندها تغییر پیدا می‌کنند.

### نحو
ترتیب اجزای جمله در جاوه‌ای به صورت نهاد-فعل-مفعول است با این حال در جاوه‌ای باستان گاهی فعل-نهاد-مفعول و فعل-مفعول-نهاد نیز کاربرد داشته است. حتی در جاوه‌ای نوین نیز می‌توان جمله‌های کهن را با استفاده از ساختار فعل-نهاد-مفعول ساخت.
فعل‌ها در جاوه‌ای برای شخص یا شمار جمع بسته نمی‌شوند. در این زبان هیچ زمان دستوری وجود ندارد و زمان با کلمات کمکی همچون «دیروز»، «قبلاً» و غیره بیان می‌شود. در جاوه‌ای یک سامانه پیچیده از شناسه‌های فعلی برای بیان تفاوت فاعل و مفعول وجود دارد. در جاوه‌ای نوین، حرف تعریف از بین می‌رود و در صورت لزوم معرفه بودن اسم با روش‌های دیگر بیان می‌شود.

### واژگان
جاوه‌ای واژگانی گوناگون و بسیاری دارد و بسیاری از وام‌واژه‌های آن دارای برابرهای اصیل آسترونزیایی هستند. سانسکریت تأثیر عمیق و ماندگاری بر جاوه‌ای گذاشته است. فرهنگ لغت جاوه‌ای باستان-انگلیسی شامل تقریباً ۲۵٬۵۰۰ مدخل است که بیش از ۱۲٬۶۰۰ مورد آن از زبان سانسکریت وام گرفته شده‌اند. اگرچه این تعداد واژه سانسکریت در زبان روزمره کاربرد ندارند، اما نشان می‌دهند که وام‌واژه‌های سانسکریت در متون رسمی تا چه حد پذیرفته شده است. در یک اثر ادبی معمولی جاوه‌ای باستان، حدود ۲۵٪ از واژگان از سانسکریت است. در بسیاری از نام‌های شخصی جاوه‌ای نیز ریشه‌های سانسکریت را به وضوح قابل تشخیص هستند.
هنوز هم واژگان سانسکریت بسیار کاربرد دارند. گویشوران امروزی به واژگان جاوه‌ای باستان و سانسکریت کاوی (به معنای "ادبی") می‌گوبند؛ اما واژگان کاوی از عربی نیز هستند. زبان‌های هلندی و مالایی نیز در آن مؤثر هستند ولی هیچ‌یک در جاوه‌ای به اندازه سانسکریت تأثیرگذار نبوده‌اند.

## گویش‌ها
جاوه‌ای امروزی سه گویش اصلی به نام‌های جاوه‌ای مرکزی، جاوه‌ای شرقی و جاوه‌ای غربی دارد. این سه گویش یک زنجیره گویشی را از شمال بانتن در غربی‌ترین نقطه جاوه تا بانیووانگی در شرقی‌ترین نقشه جزیره می‌سازند. همه گویش‌های جاوه‌ای کمابیش دارای فهم متقابل نسبت به هم هستند. تفاوت گویش‌ها در درجه اول در تلفظ است، ولی در واژگان نیز تفاوت‌هایی وجود دارد.
جاوه‌ای سورینامی تا حدودی متفاوت با جاوه‌ای اندونزیایی است. در این گویش بین گفتار رسمی و غیررسمی تفاوت‌های زیادی وجود دارد. جاوه‌ای سورینامی واژه‌های بسیاری را از زبان‌های هلندی، اسرانان، هندی و اندونزیایی وام گرفته است. تأثیر اندونزیایی را که در سورینام صحبت نمی‌شود می‌توان به سفارت اندونزی و معلمان اسلامی اندونزی حاضر در سورینام و همچنین محبوبیت فیلم‌های اندونزیایی نسبت داد.

### جاوه‌ای معیار
جاوه‌ای معیار در زمان سلطان‌نشین‌های یوگیاکارتا و سوراکارتا بر پایه گویش جاوه‌ای مرکزی ایجاد شد و به عنوان پایهٔ نوشتار جاوه‌ای نوین درآمد. در جاوه‌ای معیار دو سطح برای احترام وجود دارد، سطح پایین به نام نگوکو و سطح بالا به نام کراما. دیگر گویش‌های جاوه‌ای دارای دو سطح نیستند.
تمایز این دو سطح بیشتر واژگانی است و شامل واژه‌های کامل و برخی وندها می‌شود. تنها تمایز نحوی آن است که جمله‌های امری فقط در سطح پایین دیده می‌شود و در موارد دیگر، جملات امری به صورت جملات درخواستی هستند. هرچه روابط گویندگان رسمی‌تر باشد، صورت کرامای بیشتری به‌کار می‌رود و رفتارهای غیرزبانی آنها نیز تعریف‌شده‌تر می‌باشد. نگوکو بنیادی‌ترین و خودمانی‌ترین سطح زبان است که برای سخن گفتن با خود، گفتگو در هنگام خشم، یا به هنگام صحبت با دوستان صمیمی یا کسانی در هر رتبه اجتماعی پایین‌تر به‌کار می‌رود. هر کدام از این سطح‌ها خود دارای سه زیرگروه هستند و علاوه بر آن‌ها، سطحی میانه به نام مادیا نیز وجود دارد.

## واج‌شناسی
واج‌های جاوه‌ای نوین معیار در زیر نشان داده شده‌اند:

### واکه‌ها
|          | جلو | میانه | پشت |
| -------- | --- | ----- | --- |
| بسته     | i   |       | u   |
| نیمه‌بسته | e   | ə     | o   |
| نیمه‌باز  | (ɛ) |       | (ɔ) |
| باز      |     | a     |     |

### همخوان‌ها
|                 | لبی | لبی | دندانی/ لثوی | دندانی/ لثوی | برگشته | برگشته | کامی | کامی | نرم‌کامی | نرم‌کامی | چاکنایی | چاکنایی |
| --------------- | --- | --- | ------------ | ------------ | ------ | ------ | ---- | ---- | ------- | ------- | ------- | ------- |
| خیشومی          |     | m   |              | n            |        |        |      | ɲ    |         | ŋ       |         |         |
| انسدادی/انسایشی | p   | b̥   | t̪            | d̪̥            | ʈ      | ɖ̥      | tʃ   | dʒ̊   | k       | ɡ̊       | ʔ       |         |
| سایشی           |     |     | s            |              |        |        |      |      |         |         | h       |         |
| ناسوده (کناری)  |     |     |              |              |        |        |      | j    |         | w       |         |         |
| ناسوده (کناری)  |     |     | l            |              |        |        |      |      |         |         |         |         |
| ر-گونه          |     |     |              | r            |        |        |      |      |         |         |         |         |

## نوشتار

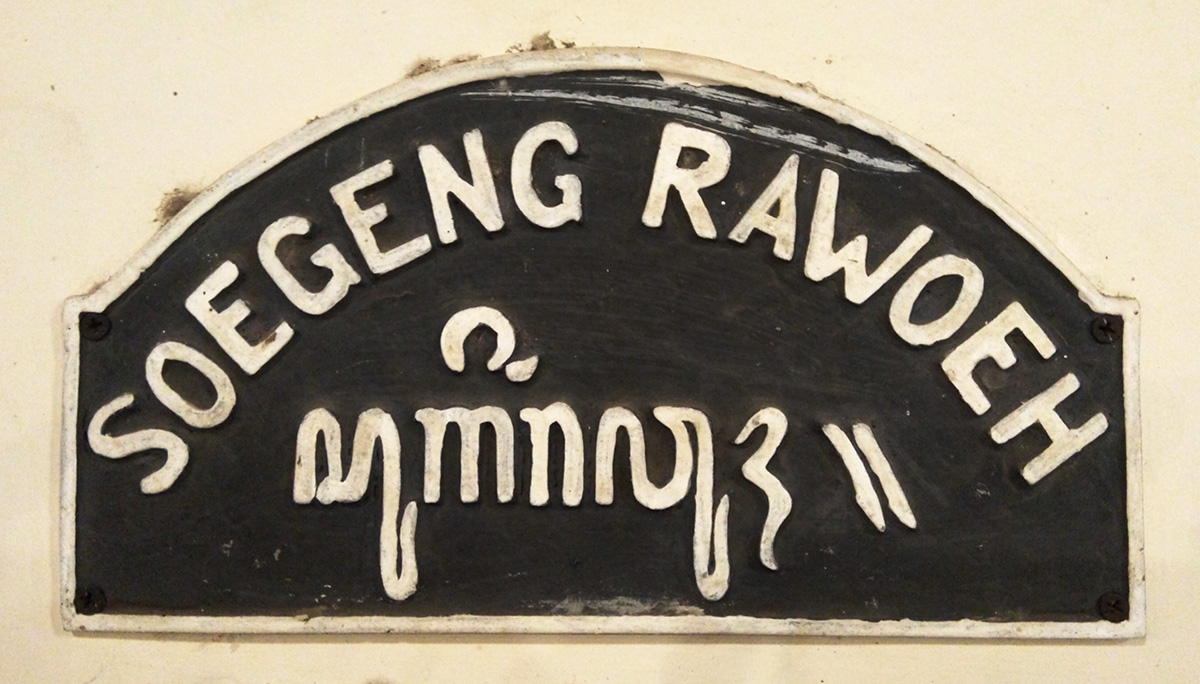
نوشته‌های جاوه‌ای به دو خط جاوه‌ای و لاتین

جاوه‌ای امروزه با الفبای لاتین، خط جاوه‌ای و خط عربی نوشته می‌شود. جاوه‌ای به‌طور سنتی به خط جاوه‌ای نوشته می‌شود هرچند امروزه الفبای لاتین در نوشتار غالب است. با این حال خط جاوه‌ای به عنوان بخشی از درس اجباری جاوه‌ای در مقاطع ابتدایی تا دبیرستان در یوگیاکارتا، جاوه مرکزی و شرقی تدریس می‌شود. خط جاوه‌ای یک آبوگیدا است و بیست حرف دارد. کهن‌ترین نوشتار به خط جاوه‌ای مربوط به یک سند حقوقی در سال ۸۰۴ میلادی است. نام دیگر این خط کاراکان است.
الفبای لاتین جاوه‌ای در سال ۱۹۲۶ بر پایه الفبای هلندی معرفی شد و در سال ۱۹۷۲ تا ۱۹۷۳ اصلاحاتی روی آن انجام شد شد. این الفبا تا حد زیادی جایگزین خط جاوه‌ای شده است. استفاده از الفبای عربی موسوم به الفبای پگون از قرن پانزدهم برای شعر و متون مذهبی (اسلامی) به ویژه برای تفسیر قرآن آغاز شد. امروزه این خط دیگر کاربرد چندانی ندارد.
حروف الفبای جاوه‌ای به شرح زیرند:
| شکل‌های پایه همخوان‌ها |    |    |    |    |    |    |    |    |    |    |     |    |    |     |    |    |    |     |     |
| ꦲ                    | ꦤ  | ꦕ  | ꦫ  | ꦏ  | ꦢ  | ꦠ  | ꦱ  | ꦮ  | ꦭ  | ꦥ  | ꦝ   | ꦗ  | ꦪ  | ꦚ   | ꦩ  | ꦒ  | ꦧ  | ꦛ   | ꦔ   |
| ha                   | na | ca | ra | ka | da | ta | sa | wa | la | pa | dha | ja | ya | nya | ma | ga | ba | tha | nga |

حروف الفبای لاتین جاوه‌ای به شرح زیرند:
| حروف بزرگ |   |   |   |    |   |   |   |   |   |   |   |   |   |   |   |   |    |    |   |   |   |   |   |   |    |   |   |   |   |   |   |
| A         | B | C | D | Dh | E | É | È | F | G | H | I | J | K | L | M | N | Ng | Ny | O | P | Q | R | S | T | Th | U | V | W | X | Y | Z |
| حرف کوچک  |   |   |   |    |   |   |   |   |   |   |   |   |   |   |   |   |    |    |   |   |   |   |   |   |    |   |   |   |   |   |   |
| a         | b | c | d | dh | e | é | è | f | g | h | i | j | k | l | m | n | ng | ny | o | p | q | r | s | t | th | u | v | w | x | y | z |

## پراکندگی جغرافیایی
جاوه‌ای در سرتاسر اندونزی، کشورهای همسایه در جنوب شرق آسیا، هلند، سورینام، کالدونیای جدید و سایر کشورها سخن گفته می‌شود. بیشتر تمرکز گویشوران در خود جزیره جاوه، و در استان همسایه لامپونگ در سوماترا است.
طبق سرشماری سال ۱۹۸۰، از جمعیت ۱۴۷٬۴۹۰٬۲۹۸ نفری اندونزی، جاوه‌ای تقریباً در ۴۳٪ از خانوارهای به‌طور روزانه استفاده می‌شد. با این حساب در آن زمان بیش از ۶۰ میلیون نفر به زبان جاوه‌ای صحبت می‌کردند. حداقل یک سوم جمعیت جاکارتا از نژاد جاوه‌ای هستند و بنابرین یا به جاوه‌ای سخن می‌گویند یا بدان آشنایی دارند.
در سورینام (مستعمره سابق هلند) در آمریکای جنوبی، تقریباً ۱۵٪ از جمعیت حدود ۵۰۰٬۰۰۰ نفر از نژاد جاوه‌ای هستند، در این میان ۷۵٬۰۰۰ نفر نیز به زبان جاوه ای صحبت می‌کنند.

## واژگان پایه‌ای
| فارسی            | نگوکو             | کراما                 |
| ---------------- | ----------------- | --------------------- |
| بله              | iya               | inggih یا nggih       |
| نه               | ora               | boten                 |
| چه؟              | apa               | punapa                |
| کی؟              | sapa              | sinten                |
| چگونه؟           | kapriyé یا kepiyé | kados pundi یا pripun |
| چرا؟             | nangapa یا ngapa  | kènging punapa        |
| خوردن            | mangan            | nedha                 |
| خوابیدن          | turu              | saré                  |
| اینجا            | ing kéné          | ing riki یا mriki     |
| آنجا             | ing kana          | ing rika یا mrika     |
| آنجاست           | ana               | wonten                |
| آنجا نیست        | ora ana           | boten wonten          |
| نه! یا نمی‌خواهم! | emoh              | wegah                 |
| سر زدن           | dolan             | amèng-amèng           |